# Ulrich Maly
Ulrich Maly (Norimberga, 8 agosto 1960) è un politico tedesco, sindaco di Norimberga dal 2002 al 2020.